# Ернест Томпсон Сетон
Ерне́ст Томпсон Сето́н (англ. Ernest Evan Thompson Seton; пс. Lobo, The Chief; 14 серпня 1860 — 23 жовтня 1946) — канадський (шотландського походження) письменник, художник-анімаліст, один з ідеологів і натхненників скаутського руху. Творець навчально-виховної програми «Життя в природі по-індіанськи» (1902). Сильно вплинув на лорда Баден-Пауела, засновника скаутингу. Автор «Берестяного згортка» й «Підручника бой-скаута» — книг, що активно використовувались скаутами. Саме завдяки Сетону-Томпсону американський скаутський рух зазнав значного впливу культури американських індіанців.

## Життєпис

### Дитячі роки
Предки Ернеста Сетона-Томпсона мали шотландське походження, належали до старовинного роду. Предки письменника захоплювались мисливством, зокрема, в сім'ї існував переказ, про лорда Сетона, пристрасного мисливця, який убив у тому ж XVIII столітті останнього вовка на Британських островах. Таким чином, Сетон-Томпсон ставши відомим письменником, відновив старовинне прізвище роду, яке тепер стало подвійним.
Батько майбутнього письменника мав чималий статок, будучи власником близько десяти суден, які перевозили товар в усі кінці світу. В родині було чотирнадцять дітей (четверо з них померло в ранньому віці), сім'я жила в достатку. Сетон-Томпсон був наймолодшим, десятою дитиною. Уже з раннього дитинства він щиро полюбив тваринний світ. Варто лише було мамі показати на пташку чи комашку, як малий Ернест зразу переставав плакати. Взимку мама його замотувала в ковдру, а хлопчик уявляв себе деревцем. Слухаючи казки, які він дуже любив, про «Червону Шапочку» і «Вовка та семеро козенят», він завжди симпатизував вовку.
Його сім'я емігрувала до Британської Північної Америки у 1866 році. Після облаштування в Ліндсеї, Канада Захід Сетон провів більшу частину свого дитинства (після 1870) у Торонто, і відомо, що родина мешкала за адресою Абердін-авеню, 6 в Кабаджтауні. У дитинстві він утікав до лісів ріки Дон, щоб малювати та вивчати тварин, уникаючи жорстокого батька. У 1879 році він навчався в Онтарійському коледжі мистецтв у Джона Коліна Форбса, а потім виграв стипендію в галузі мистецтва до Королівської академії в Лондоні, Англія у 1880 році. У 1890-х роках навчався в Académie Julian у Парижі У 1893-4 роках був обраний асоційованим членом Королівської канадської академії мистецтв.
У день свого 21-го дня народження його батько представив йому рахунок за всі витрати, пов'язані з його дитинством і юністю, включаючи плату лікарю, який його народив. За словами одного автора, він сплатив рахунок, але більше ніколи не розмовляв зі своїм батьком. У своїй автобіографії «Слід художника-натураліста: Автобіографія Ернеста Томпсона Сетона» він детально обговорює цей інцидент, але оскільки в нього не було «жодного цента», він не зміг заплатити батькові. Він одразу ж пішов працювати і використав зароблені гроші, щоб назавжди залишити сімейний дім. У 1882 році він приєднався до свого брата у садибі біля Карбері, Манітоба, де почав писати. 
У 1891 році опублікував «Птахи Манітоби» і був призначений провінційним натуралістом урядом Манітоби. Він продовжував публікувати книги про Манітобу протягом десятиліть, включаючи «Життєві історії північних тварин: Звіт про ссавців Манітоби» і жив у Манітобі, перш ніж переїхати до Нью-Йорка та Коннектикуту. У 1930 році переїхав до Санта-Фе, Нью-Мексико.
Він змінив своє ім'я на Ернест Томпсон Сетон (після попередньої зміни на Ернест Сетон-Томпсон), вважаючи, що Сетон було важливим родинним прізвищем. Ставши успішним письменником, художником і натуралістом, він переїхав до Нью-Йорк-Сіті, щоб розвивати кар'єру.
Сетон був впливовим членом Клубу таборового вогню Америки, приймаючи перші офіційні події клубу у своєму маєтку.

### Науковець, художник і письменник

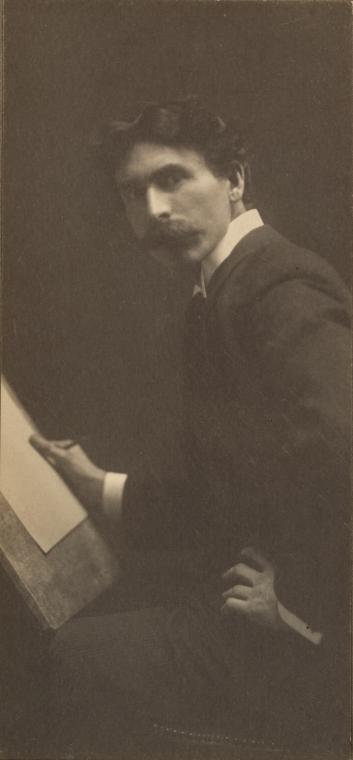
Сетон на початку письменницької кар'єри

Сетон-Томпсон оселився в Манітобі й повернувся до своєї улюбленої справи — письменництва. У цей час він пише, публікує багато статей про тварин, а в 1886 році виходить його перша книга «Ссавці Манітоби», після якої невдовзі й з'явилася низка інших видань наукового характеру, зокрема з орнітології. Його спостереження і наукові описи пернатого населення Канади і Америки були визнані провідними вченими того часу. Проте Сетон-Томпсон був не тільки натуралістом, він поєднував у собі ще й талант чудового письменника і прекрасного художника-анімаліста. Працюючи натуралістом у Манітобі, він надзвичайно захоплюється вовками. У 1890 році Сетон-Томпсон отримав у Парижі премію за картину «Сплячий вовк».
Сетон-Томпсон першим у світі написав оповідання, головними героями яких були справжні звірі і птахи. З великою любов'ю, правдиво і захоплююче він змалював їхню поведінку і вчинки, часто в драматичних ситуаціях.
Він багато спілкувався з безсловесним населенням Землі, вивчав їхні вчинки. Йому було що розповісти людям. А через те, що його могли не зрозуміти, він «перекладав» життя тварин людською «мовою». Тобто вони, його герої, думають, сподіваються, розмірковують, вирішують… і помиляються так само, як люди. Вони бояться невідомого, незрозумілого. Як і люди бояться того ж. Сетон-Томпсон намагався зробити усіх звірів як не близькими, то хоч відомими людям.
Першу збірку своїх оповідань письменник видав у 1898 році під назвою «Тварини, яких я знав».
Услід за нею з'явилися такі книжки, як: «Доля гнаних» (1901), «Тварини-герої» (1905), «Дикі тварини у себе вдома», що лише зміцнили про нього де враження.

### Життя в природі
Ставши успішним письменником, митцем та натуралістом, Сетон-Томпсон, задля розвитку своєї кар'єри, переїхав до Нью-Йорка. Пізніше він жив у Віндиґулі, збудованому ним маєтку у Кос-Кобі (Ґрінвіч, Коннектикут). Після випадків вандалізму з боку місцевих підлітків, він запросив їх до себе в маєток на вихідні й розповідав історії з життя американських індіанців та про природу.
У 1902 році він започаткував навчально-виховну програму «Життя в природі по-індіанськи», до участі в якій запросив місцевих підлітків. Заняття проходили у формі гри — хлопці формували таке-собі індіанське плем'я, самостійно обирали свою управу: «вождя», його заступника тощо й навчалися премудростям життя індіанців. Сетон-Томпсон описав той досвід у серії статей для «Жіночого домашнього журналу» (з травня по листопад 1902), згодом збірка тих історій вийшла під назвою «Берестяний згорток» («The Birch Bark Roll»). За порадою свого друга Редьярда Кіплінґа, замість видання словника на тему життя у природі, Томсон подав усю важливу інформацію у художній формі — в романі «Маленькі дикуни» (1903).
Його книги про тварин, такі як «Тварини-герої», «Життя гнаних», «Біографія Гризлі», «Мустанг-іноходець», а також книги про людей, які живуть серед природи, про мисливців, дітей, котрі вивчають рідну природу («Рольф в лісах», «Маленькі дикуни»), мали небувалий успіх у юних та дорослих читачів.

## Українські переклади
У 1917 році в Катеринославі видавництво «Слово» друкує оповідання «Зайцеві пригоди» в перекладі Михайла Кривинюка. Наступного року в тому ж видавництві виходить збірка оповідань «Бінго. Історія мого собаки» в перекладі дружини Михайла Кривинюка Ольги Косач-Кривинюк. Окрім того, того ж 1918 року виходять ще чотири переклади Сетона-Томпсона: «Вулі, чабанський пес» та «Подорож дикої качки» Ю.Сірим у видавництві «Українська школа», «Лобо, король вовків на Курумпо» та «Наші приятелі. Оповідання про собак» М. Бейєром у полтавському видавництві.
У 1919 році виходить друком оповідання «Сірий ведмідь Ваб» у перекладі П. Макаренка в полтавському видавництві «Зірка». Того ж року переклад оповідань «Зайцеві пригоди» перевидало харківське видавництво «Рух».
У 1925 році естафету перекладів творів Е. Сетон-Томпсона переймають київські видавництва: «Культур-Ліга» (виходить скорочений переклад Ісаака Кіпніса) та «Час» у 1926 році (скорочений переказ Є. Збарської, який було перевидано у 1929 році харківським видавництвом ДВУ), видавши той самий переклад твору «Маленькі дикуни».
У 1928 році друкувати твори Сетон-Томпсона береться харківське видавництво «Книгоспілка». За псевдонімом Г. З-ва виходять переклади оповідань «Літун № 2590», «Слідами оленя» та «Темногривий Біллі. Історія одного вовка» (перекладач не зазначений). Пізніше, 1930 року, виходить друге видання перекладу «Літун № 2590».
1929 року видавництво «Час» видає ще один переклад оповідань Е. Сетон-Томпсона «Мої знайомі» (перекладачі невідомі, вказано лише ініціали «С. К. і П. Б.») з авторськими ілюстраціями. Не лишається осторонь у цьому перекладацькому процесі й видавництво «Центрвидав», надрукувавши у 1930 році переклад оповідання «Ведмежа Джонні».
1958 року українською мовою, у перекладі Л. Солонька, було видано книжку «Маленькі дикуни» (Державне видавництво дитячої літератури УРСР). Згодом ця книга декілька разів перевидавалася. 2012 року «Маленьких дикунів» випустило видавництво «Темпора».

## Твори
| - Ссавці Манітоби (Mammals Of Manitoba), 1886 - Птахи лісів Манітоби. (Birds of Manitoba, Foster), 1891 - Як упіймати вовка (How to Catch Wolves), 1894 - Анатомія тварин (Studies in the Art Anatomy of Animals), 1896 - Тварини, яких я знав (Wild Animals I Have Known), 1898 - Слід канадського оленя (The Trail of The Sandhill Stag), 1899 - Вистава звірят для малят (The Wild Animal Play For Children), мюзикл, 1900 - Біографія грізлі (The Biography of A Grizzly), 1900 - Впольовані життя (Lives of the Hunted), 1901 - Дванадцять картин з життя диких тварин (Twelve Pictures of Wild Animals), 1901 - Креґ і Джоні Ведмідь (Krag and Johnny Bear), 1902 - Як гратися в індіанців (How to Play Indian), 1903 - Маленькі дикуни (Two Little Savages), 1903 - Як збудувати справжній індіанський вігвам (How to Make A Real Indian Teepee), 1903 - Як гурту хлопчаків стати індіанським племенем (How Boys Can Form A Band of Indians), 1903 - Червона книга (The Red Book), 1904 - Монарх, Великий ведмідь Талаки (Monarch, The Big Bear of Tallac), 1904 - Байки і міфи лісу (Woodmyth and Fable, Century), 1905 - Тварини-герої (Animal Heroes), 1905 - Берестяний згорток індіанського мистецтва життя у природі (The Birchbark Roll of the Woodcraft Indians), 1906 - Природна історія десяти заповідей (The Natural History of the Ten Commandments), 1907 - Фауна Манітоби. Підручник (Fauna of Manitoba, British Assoc. Handbook), 1909 - Життєпис Срібного лиса (Biography of A Silver Fox), 1909 - Історії життя тварин півночі (Life-Histories of Northern Animals), у 2-х тт, 1909 - Хлопці-скаути Америки: підручник (Boy Scouts of America: Official Handbook), у співавторстві з генералом сером Баден-Пауелом, 1910 - Підручник лісника (The Forester's Manual), 1910 | - Прерії Арктики (The Arctic Prairies), 1911 - Рольф у лісі (Rolf In The Woods), 1911 - Книга про життя в природі та індіанські премудрості (The Book of Woodcraft and Indian Lore), 1912 - Червона хатина (The Red Lodge), 1912 - Звірята удома (Wild Animals At Home), 1913 - Покинутий котик (The Slum Cat), 1915 - Легенда про Білого північного оленя (Legend of the White Reindeer), 1915 - Життя в природі по-індіанськи. Посібник (The Manual of the Woodcraft Indians), 1915 - Звірячі стежки (Wild Animal Ways), 1916 - Посібник з життя в природі для дівчат (Woodcraft Manual for Girls), 1916 - Проповідник з Кедрової гори (The Preacher of Cedar Mountain), 1917 - Посібник з життя в природі для хлопців. Сімнадцятий берестяний згорток. (Woodcraft Manual for Boys; the Sixteenth Birch Bark Roll), 1917, 1918 - Посібник з життя в природі для дівчат. Вісімнадцятий берестяний згорток (The Woodcraft Manual for Girls; the Eighteenth Birch Bark Roll), 1918 - Жестова мова у індіанців (Sign Talk of the Indians), 1918 - Закони і правди маленької лісової хатинки (The Laws and Honors of the Little Lodge of Woodcraft), 1919 - Вігвам новачки. Правила новачок (The Brownie Wigwam; The Rules of the Brownies), 1921 - Вітер бізонів (The Buffalo Wind), 1921 - Казки лісів (Woodland Tales), 1921 - Книга про життя у природі (The Book of Woodcraft), 1921 - Книга про життя в природі та індіанські премудрості (The Book of Woodcraft and Indian Lore), 1922 - Хвостько: Історія сірої білочки (Bannertail: The Story of A Gray Squirrel), 1922 - Посібник новачок (Manual of the Brownies), шосте видання, 1922 - Десять заповідей у тваринному світі (The Ten Commandments in the Animal World), 1923 - Тварини (Animals), 1926 - Тварини, яких варто знати (Animals Worth Knowing), 1928 | - Життя дичини (Lives of Game Animals), у 4-х томах, 1925—1928 - Знаки в путі (Blazes on The Trail), 1928 - Креґ, Кутіней Рем та інші історії (Krag, The Kootenay Ram and Other Stories), 1929 - Біллі — собака, який творив добро (Billy the Dog That Made Good), 1930 - Гарненький койот та інші історії (Cute Coyote and Other Stories), 1930 - Лобо, Бінґо, Біжучий мустанг (Lobo, Bingo, The Pacing Mustang), 1930 - Історії про відомих тварин (Famous Animal Stories), 1932 - Тварини, яких варто знати (Animals Worth Knowing), 1934 - Джоні Ведмідь, Лобо та інші історії (Johnny Bear, Lobo and Other Stories), 1935 - Євангеліє червоношкірих (The Gospel of the Redman), спільно з Джулією Сетон, 1936 - Життєпис арктичного лиса (Biography of An Arctic Fox), 1937 - Величні історії величавих тварин (Great Historic Animals), 1937 - Головно про вовків (Mainly About Wolves), 1937 - Піктограми старого Південного заходу (Pictographs of the Old Southwest), 1937 - Вітер бізонів (Buffalo Wind), 1938 - Оповіді стежок і вогнищ (Trail and Camp-Fire Stories), 1940 - Шлях митця-натураліста: Автобіографія Ернеста Томпсона Сетона (Trail of an Artist-Naturalist: The Autobiography of Ernest Thompson Seton), 1940 - Сантана, собака-герой Франції (Santanna, The Hero Dog of France), 1945 - Найкраще Ернеста Томпсона Сетона (The Best of Ernest Thompson Seton), 1949 - Америка Ернеста Томпсона Сетона (Ernest Thompson Seton's America), 1954 - Сліди тварин і мисливські знаки (Animal Tracks and Hunter Signs), 1958 - Світи Ернеста Томпсона Сетона (The Worlds of Ernest Thompson Seton), 1976 - Поштовий голуб Арно |